# 費伊薩·利勒沙
費伊薩·利勒沙（Feyisa Lilesa，1990年2月1日—）是一名衣索比亞田徑運動員，專攻長跑項目。他是2011年世界田徑錦標賽男子馬拉松季軍，也是2016年東京馬拉松男子冠軍。以2小时9分54秒的成绩获得2016年里约奥运会男子马拉松银牌。
2021年11月，面對提格雷叛軍逐漸逼近首都亞的斯亞貝巴，利勒沙表示願意走上前線拯救自己的國家。

## 賽事記錄
| 年            | 賽事           | 舉辦城市           | 名次          | 項目                    | 記錄          |
| 代表 衣索比亞 | 代表 衣索比亞  | 代表 衣索比亞      | 代表 衣索比亞 | 代表 衣索比亞           | 代表 衣索比亞 |
| ------------- | -------------- | ------------------ | ------------- | ----------------------- | ------------- |
| 2008          | 世界越野錦標賽 | 英國愛丁堡         | 第14名        | 青年男子組 (7.905公里)  | 23:18         |
| 2009          | 世界越野錦標賽 | 約旦安曼           | 第12名        | 成年男子組 (12公里)     | 35:22         |
| 2010          | 世界越野錦標賽 | 波蘭比得哥什       | 第25名        | 成年男子組 (11.611公里) | 34:27         |
| 2011          | 世界越野錦標賽 | 西班牙蓬塔翁布里亞 | 第17名        | 成年男子組 (12公里)     | 35:13         |
| 2011          | 世界錦標賽     | 韓國大邱           | 季軍          | 馬拉松                  | 2:10:32       |
| 2013          | 世界越野錦標賽 | 波蘭彼得哥什       | 第9名         | 成年男子組 (12公里)     | 33:22         |
| 2013          | 世界錦標賽     | 俄羅斯莫斯科       | －            | 馬拉松                  | DNF           |
| 2016          | 2016年奥运会   | 里约               | 2nd           | 马拉松                  | 2:09:54       |

## 個人紀錄
室外
- 5000公尺 - 13:34.80 (盧加諾，2008年7月4日)
- 10,000公尺 - 27:46.97 (佩爾吉內瓦爾蘇加納，2008年7月12日)
- 10公里 – 27:38 (羅韋雷托，2008年10月4日)
- 15公里 – 42:15 (，2013年2月15日)
- 20公里 – 56:19 (，2013年2月15日)
- 半程馬拉松 - 59:22 (，2012年1月15日)
- 25公里 – 1:13:25 (柏林，2015年9月27日)
- 30公里 – 1:27:50 (倫敦，2013年4月21日)
- 馬拉松 – 2:04:52 (芝加哥，2012年10月7日)

## 外部連結
- 費伊薩·利勒沙在的頁面